# Наджарян, Нора
Нора Наджарян (арм. Նորա Նաջարյան, греч. Νόρα Νατζαριάν, англ. Nora Nadjarian; родилась в 1966 году, Лимассол, Кипр) — кипрская поэтесса и писательница армянского происхождения, фасилитатор, педагог. Большая часть произведений Норы Наджарян посвящены последствиям раздела Кипра в 1974 году. Свои произведения она пишет на греческом, армянском и английском языках.

## Биография
Нора Наджарян является представителем третьего поколения армян-киприотов в их семье. Её дедушка и бабушка в начале XX века, спасаясь от кровавой резни устроенной турками, бежали из Турции на Кипр.
В их семье было три дочери (Нора была вторым ребёнком). В её характере с детства проявлялась независимость.
Нора Наджарян училась в армянской начальной школе, затем в частной средней школе Foley's Grammar School. После школы училась в Манчестерском университете на факультете современных языков и лингвистики.
Вернувшись после обучения в Лимассоле она занялась преподавательской деятельностью. Позже переехала в Никосию и продолжила преподавать.
В 1983 году Нора Наджарян посетила Армению. Эта поездка вдохновила её на написание стихов.
Нора Наджарян является членом Союза писателей Кипра.

## Творчество
Нора Наджарян после поездки в Армению начала писать стихи, которые были посвящены этнической общности и трагической судьбе армянского народа.
Её участие в литературных конкурсах началось со стихотворения «Vinegar» (1999—2000).
Нора Наджарян представляла Кипр на литературных фестивалях в Европе и на других мероприятиях.
Произведения Норы Наджарян переведены на немецкий, чешский, мальтийский, арабский и турецкий языки и публикуются как на Кипре, так и в Великобритании, США, Израиле, Германии, Индии, Новой Зеландии.
Её стихотворения были включены в сборники:
«New Sun Rising: Stories for Japan» (2012 г., под редакцией Энни Эветта), «Best European Fiction 2011» (под редакцией Александра Хемона) и другие.
Она является призёром и победителем различных международных конкурсов в Англии, Шотландии и Ирландии.
Отрывки из произведения Норы Наджарян «Ledra Street»
были использованы в документальном фильме о Кипре. Фильм транслировался в Европе в декабре 2001 года.
Её короткие пьесы «Mermaid» и «Catalina» были поставлены в Старом театре Red Lion (Old Red Lion theatre) в Лондоне.
С некоторыми произведениями и публикациями Норы Наджарян можно ознакомиться в её блоге (www.noranadjarian.com., NORA NADJARIAN.) или послушать онлайн на Lyrikline (Player · Lyrikline.org.).

### Известные произведения
- «Ledra Street»[1][10][13];
- «Republic of Love»[4];
- «Vinegar»[3];
- «The Name»[14];
- «Two Figures in a Small Boat»[15];
- «The Sea»[15];
- «The Islanders»[15];
- «Exiles»[15];
- «Separation»[15];
- «Window»[15][16];
- «Mrs Crusoe»[15];
- «Mermaid»[15];
- «Aphrodite Rising»[15];
- «Miracle»[15];
- «I Studied the Silence of the Stars…»[15][17];
- «Diaspora»[15][18];
- «When you return to Ashtarak»[15];
- «Flying with Chagall» (2012 г.)[19];
- «Nausicaa» (2020 г.)[20].

### Книги Норы Наджарян
- «Ledra Street» (2006 г.)[1][21];
- «The Voice at the Top of the Stairs» (2001 год)[1];
- «Cleft in Twain» (2003 г.)[1][22];
- «25 Ways to Kiss a Man» (2004 г.)[1];
- «Girl, Wolf, Bones» (2011 г.)[21][23];
- «Roman Books» (2017 г.)[7].
- «Selfie and Other Stories»[21].

## Публикации и интервью
- Евгения Теодору: Люди Кипра — Нора Наджарян. Все начинается со страсти (25.05.2018 г.)[1];
- The Voice at the Top of the Stairs (Gitano Publications, 2001)[5];
- Cleft in Twain (Cassoulides Ltd, 2003)[5];
- 25 ways to kiss a man (Cassoulides Ltd, 2004)[5];
- Ledra Street (Armida Publications, 2006)[5];
- Zypern literarisch (Botschaft der Republik Zypern, 2008)[5];
- Author talk: Michael K. White + Nora Nadjarian (28.10.2009)[24];
- Not so scary over here (2014 г., очерк о безопасности в Армении)[25].